# منتخب إيطاليا لكرة الماء
منتخب إيطاليا الوطني لكرة الماء هو المنتخب الذي يمثل إيطاليا في منافسات كرة الماء للرجال، ويقوم إتحاد إيطاليا لكرة الماء بإدارة شؤونه، يعتبر واحد من أفضل منتخبات كرة الماء في التاريخ حيث تمكن من الفوز ب7 ميداليات أولمبية و3 كؤوس عالم و3 مرات في بطولة أمم أوروبا.

## وصلات خارجية
- موقع الاتحاد الإيطالي لكرة الماء